# Valle del Corneja

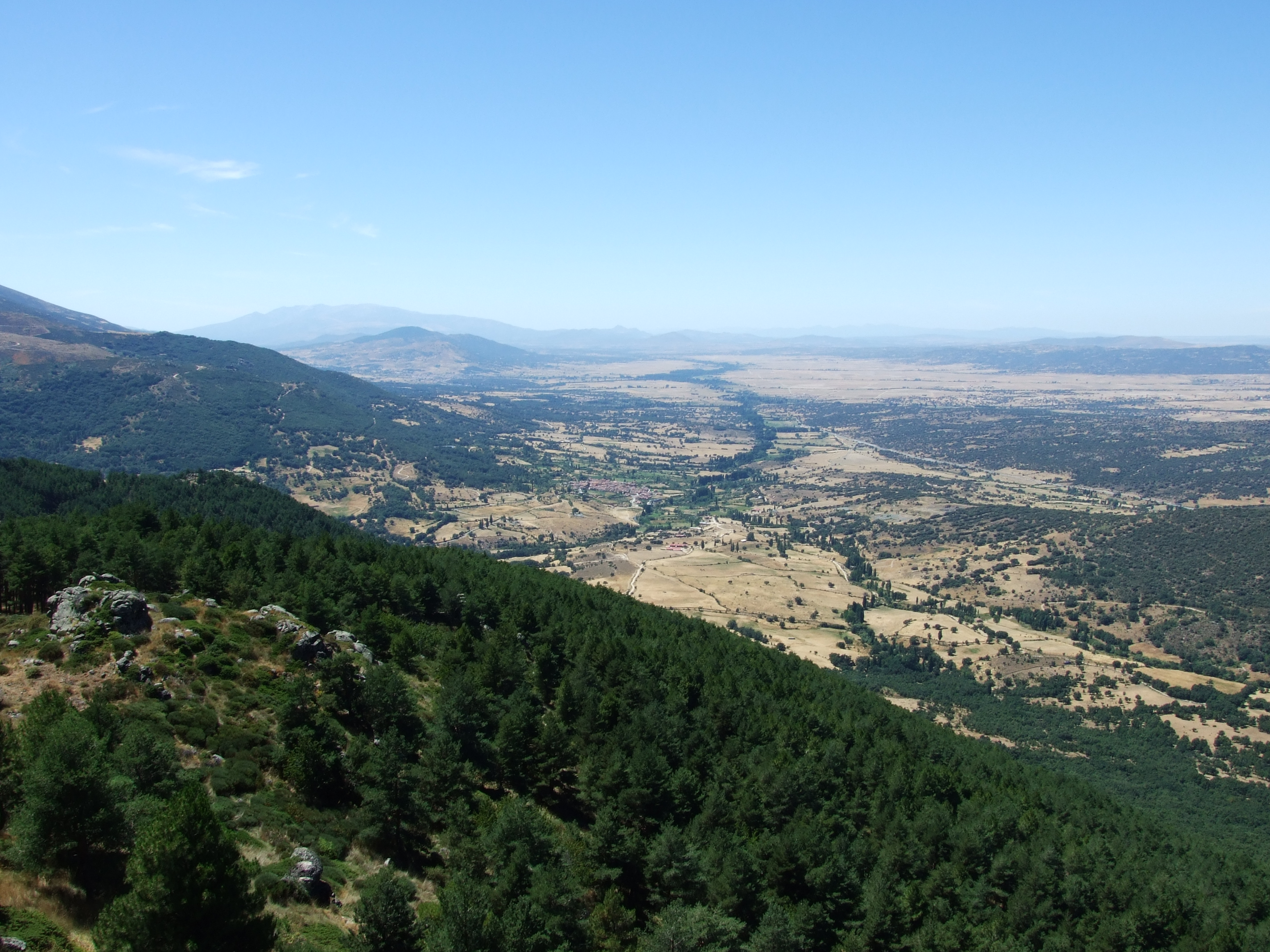
Vista del Valle del Corneja tomada desde tierras de Villafranca de la Sierra.

El Valle del Corneja está situado en la parte sudoeste de la provincia de Ávila (España) cuyo nombre proviene del río que lo atraviesa, el Corneja, afluente del Tormes, a su vez afluente del Duero. 
Está limitado al norte por la Sierra de Ávila en su parte occidental (cimas de El Mirón (1.282 m), Cabeza Mesa (1.541 m) y El Picote (1.533)) -que es menos elevada que la oriental- hasta el Puerto de Villatoro, que cierra el valle por el este. A partir de ahí son los afluentes que nacen en La Serrota los que vierten sus aguas al valle, junto con los provenientes de la Sierra de Villafranca, sierra esta última que cierra el valle por el sur hasta el Puerto de Santiago. Desde allí son los arroyos que bajan por la vertiente norte de la Sierra de la Horcajada los que alimentan al Corneja, haciendo esta sierra de límite sur en su parte más occidental junto con el término municipal de Navamorales (provincia de Salamanca desde 1833) donde dicho río acaba desembocando en el Río Tormes. Finalmente el Tormes por el oeste completa el valle.
Su territorio perteneció a los Señoríos de Valdecorneja, Villafranca, Señorío de la Villa y Tierra del Puente del Congosto (actuales poblaciones salmantinas de Puente del Congosto, El Tejado, Bercimuelle y Navamorales) y la mitra abulense (Bonilla de la Sierra).